# Liste des gouverneurs des provinces et comtés de Taïwan
Cette page dresse la liste des gouverneurs des 2 provinces, 6 municipalités spéciales et 13 comtés et 3 municipalités provinciales de Taïwan. Les provinces sont des divisions de 1er niveau, les municipalités sont des divisions à la fois de 1er et de 2e niveau, les comtés et les municipalités provinciales sont des divisions de 2e niveau.

## Gouverneurs des provinces
| Province | Nom            | Depuis (le) |
| -------- | -------------- | ----------- |
| Taïwan   | Shih Jun-ji    | 20 mai 2016 |
| Fujian   | Chang Jing-sen | 20 mai 2016 |

## Maires des municipalités spéciales
| Municipalité                  | Nom                  | Depuis (le)      |
| ----------------------------- | -------------------- | ---------------- |
| Kaohsiung                     | Chen Chu             | Décembre 2006    |
| New Taipei (Xinbei ou Sinbei) | Hou You-yi           | 20 octobre 2015  |
| Taichung                      | Lin Chia-lung        | 25 décembre 2014 |
| Tainan                        | William Lai Ching-te | 25 décembre 2010 |
| Taipei                        | Ko Wen-je            | 25 décembre 2014 |
| Taoyuan                       | Cheng Wen-tsan       | 25 décembre 2014 |

## Dirigeants des comtés et des municipalités provinciales
| Comté                  | Titre      | Nom             | Depuis (le)      |
| ---------------------- | ---------- | --------------- | ---------------- |
| Chiayi                 | Gouverneur | Chang Hwa-kuan  | Décembre 2009    |
| Chiayi (municipalité)  | Maire      | Twu Shiing-jer  | 25 décembre 2014 |
| Changhua               | Gouverneur | Wei Ming-ku     | 25 décembre 2014 |
| Hsinchu                | Gouverneur | Chiu Ching-chun | Décembre 2009    |
| Hsinchu (municipalité) | Maire      | Lin Chih-chien  | 25 décembre 2014 |
| Hualien                | Gouverneur | Fu Kun-chi      | Décembre 2009    |
| Keelung (municipalité) | Maire      | Lin Yu-chang    | 25 décembre 2014 |
| Kinmen (Quemoy)        | Gouverneur | Chen Fu-hai     | 25 décembre 2014 |
| Lienchiang (Matsu)     | Gouverneur | Liu Cheng-ying  | 25 décembre 2014 |
| Miaoli                 | Gouverneur | Hsu Yao-chang   | 25 décembre 2014 |
| Nantou                 | Gouverneur | Lin Ming-chen   | 25 décembre 2014 |
| Penghu (Pescadores)    | Gouverneur | Chen Kuang-fu   | 25 décembre 2014 |
| Pingtung               | Gouverneur | Pan Meng-an     | 25 décembre 2014 |
| Taitung                | Gouverneur | Justin Huang    | Décembre 2009    |
| Yilan                  | Gouverneur | Lin Tsong-shyan | Décembre 2009    |
| Yunlin                 | Gouverneur | Lee Chin-yung   | 25 décembre 2014 |